# Vue de remerciements au public
Vue de remerciements au public byl francouzský němý film z roku 1900. Režisérem byl Georges Méliès (1861–1938). Film byl dlouhý asi 20 metrů a v současnosti je považován za ztracený.
Film byl navržen tak, aby byl promítán na konci krátkých filmů.

## Děj
Film zobrazoval sedm postav (Francouze, anglického vojáka, Němce, Španěla, Italku, Rusa a tureckou dámu), které se postupně vystřídaly se slovy „Díky, doufám, že se znovu uvidíme!“, přičemž každá osoba to řekla ve svém mateřském jazyce.